# فریج بن عمران
فریج بن عمران یک منطقهٔ مسکونی در قطر است که در شهرداری دوحه واقع شده‌است. فریج بن عمران ۱٫۰ کیلومتر مربع مساحت دارد.